# Njarka
Le njarka est un petit violon monocorde fabriqué à partir d'une calebasse, avec une corde en crin de chameau.

## Histoire
C'est un instrument de musique originaire du Mali.

## Joueurs célèbres
Ali Farka Touré est un joueur de njarka, par exemple,,, et la chanteuse Khaira Arby l'utilise aussi dans ses instrumentations, associée quelquefois aux guitares électriques.